# Emphase (linguistique)
« Emphase » redirige ici. Pour le procédé typographique, voir Emphase (typographie).
Les procédés d'emphase sont des tournures très employées à l'oral : la dislocation, l'extraction (phrase clivée) et la phrase pseudo-clivée. On ajoute à ces deux procédés les accents d'insistance :
- Louis Jouvet a créé les pièces de Jean Giraudoux (et non les romans : un accent d'insistance est mis sur les pièces, qui consiste en une élévation de l'intonation, comme à la fin d'une question).

On regroupe, sous le nom d'emphase, tous les procédés d'insistance ou de mise en relief. Ce terme, issu d'une figure de rhétorique, a pris en français un sens courant péjoratif (exagération, grandiloquence).
Au Québec, le mot est souvent employé, à tort, comme traduction de l'anglais emphasis.

## Dislocation
La dislocation, ou le détachement, consiste en l'extraposition d'un constituant (appelé antécédent) en tête ou en fin de phrase, constituant repris par un pronom :
- Je la trouve géniale, cette fille.
- Des vacances, j’en ai vraiment besoin.

Les pièces de Jean Giraudoux, Louis Jouvet les a créées (anaphore).
Louis Jouvet les a créées, les pièces de Jean Giraudoux (cataphore).
Dans la phrase canonique Louis Jouvet a créé les pièces de Jean Giraudoux, le thème est Louis Jouvet et le prédicat est a créé les pièces de Jean Giraudoux. Dans les deux dislocations ci-dessus, une partie du prédicat devient thème, soit les pièces de Jean Giraudoux : c'est sur ces pièces qu'on apporte une information nouvelle.

## Extraction ou phrase clivée
L'extraction consiste en la mise en relief d'un constituant grâce à un présentatif (tel que c'est.. qui) en tête de phrase (contrairement à la dislocation, elle ne peut pas être en fin de phrase) :
C'est Marie qui a mangé le gâteau.
C'est Louis Jouvet qui a créé les pièces de Jean Giraudoux (et non Bertolt Brecht : qui est ici le pronom qui remplace le sujet).
Ce sont les pièces de Jean Giraudoux que Louis Jouvet a créées (et non celles de Molière : que est ici le pronom qui remplace le complément ou l'attribut).

## Phrase pseudo-clivée
La phrase pseudo-clivée présente des aspects de la dislocation et de l'extraction. Elle a une structure à présentatif (c'est... qui / c'est... que) avec un outil relatif :
Ce que je veux, c'est un peu de calme (on peut la différencier de la phrase clivée grâce à la virgule, qui marque un détachement).